# La donna vespa
La donna vespa (The Wasp Woman) è un film horror fantascientifico statunitense del 1959 diretto da Roger Corman.
Il film ebbe due remake: Rejuvenatrix (1988) e The Wasp Woman (1995).

## Trama
Nel prologo di Jack Hill, inedito nella versione cinematografica, il dottor  Eric Zinthrop viene licenziato da un'azienda in cui si produce miele e in cui faceva alcune esperimenti con le vespe.
La fondatrice e proprietaria di una grande azienda cosmetica, Janice Starlin, nota che le vendite dei suoi prodotti cominciano a diminuire dopo che alla sua clientela diventa evidente che lei sta invecchiando. Quando viene a sapere che lo scienziato Eric Zinthrop è stato in grado di estrarre gli enzimi dalla pappa reale delle vespe regine e che questo può invertire il processo di invecchiamento, si impegna a finanziare ulteriori ricerche, a caro prezzo, a patto che gli esperimenti possano essere condotti su di lei.
Contrariata per la lentezza dello scienziato, irrompe nel suo laboratorio e si inietta dosi extra della formula. Zinthrop sa che alcune degli animali su cui sono stati condotti i test sono diventati particolarmente violenti e cerca di mettere in guardia Janice, ma prima che possa raggiungerla ha un incidente d'auto. Egli risulta quindi irraggiungibile per qualche giorno e Janice non riesce a trovarlo. Alla fine Janice decide di continuare ad iniettarsi il siero e riesce a ringiovanire di venti anni in un solo fine settimana, ma presto scopre che man mano si sta trasformando in una vespa regina assassina.

## Produzione
Il film fu prodotto dalla Film Group Feature e dalla Santa Cruz Productions e diretto e prodotto da Roger Corman nel 1959 con un budget stimato in 50.000  dollari. È l'ultimo film di Susan Cabot. Corman interpreta in un cameo la parte di un medico. Quando il film fu distribuito in televisione, nel 1962, inglobò nel prologo anche alcune scene inedite dirette da Jack Hill.
Corman fu chiaramente influenzato dal film di Kurt Neumann del 1958 L'esperimento del dottor K. (The Fly). La donna vespa ha la testa e le mani di una vespa, ma il corpo di una donna, esattamente l'opposto della creatura mostrata nella locandina (che non compare nel film). Cercando di terminare il film nel tempo previsto, Corman cercò di filmare la scena finale in una sola ripresa. Nel corso di questa scena, in cui Zinthrop lancia la bottiglia di acido sul volto della donna vespa mentre questa sta lottando con Bill Lane, l'attrice Susan Cabot ebbe un incidente: restò quasi soffocata a causa del fumo liquido gettato sopra la maschera che doveva simulare l'effetto speciale dell'acido e che era entrato nei fori per permettere la respirazione. Quando la troupe si accorse che non riusciva più a respirare, le tolsero subito la maschera.
È stato scritto che La donna vespa rientra in quei film di Corman dove la donna è caratterizzata «in ruoli decisamente "mascolini" e di solito il titolo del film indica questa inversione di ruolo, in modo da costruire una strana attrazione: Apache woman, She Gods of Shark Reef, Wiking Women and the Sea Serpent, (...), ecc».

## Distribuzione
Alcune delle uscite internazionali sono state:
- 30 ottobre 1959 negli Stati Uniti (The Wasp Woman)
- in Brasile (A Mulher Vespa)
- in Germania Ovest (Die Wespenfrau)
- in Italia (La donna vespa)
- in Spagna (La mujer avispa)
- in Venezuela (La mujer insecto)

La pellicola è entrata nel pubblico dominio negli Stati Uniti.

## Promozione
Le tagline sono:
- "Horror Of The Winged Menace !" ("L'orrore della minaccia alata!").
- "A beautiful woman by day - a lusting queen wasp by night." ("Una bella donna di giorno - una lussuriosa vespa regina di notte.").
- "Strong men forced to satisfy a passion no human knows." ("Uomini forti costretti a soddisfare una passione che nessun essere umano conosce.").

## Remake
Il film ebbe due remake: Rejuvenatrix (1988), diretto da Brian Thomas Jones, e The Wasp Woman, un film per la televisione del 1995 diretto da Jim Wynorski.